# Johannes Strøm Tejsen
Johannes Strøm Tejsen (10. april 1878 i Nørre Næraa – 6. august 1950 i København) var en produktiv dansk arkitekt i første halvdel af 1900-tallet. Det meste af sin karriere praktiserede han nationalromantikken, men nærmede sig dog også nyklassicisme og funktionalisme.
Johannes Strøm Tejsen var søn af førstelærer Valdemar Theodor Tejsen og Laura Erika født Nielsen og blev murersvend 1897 efter tre års læretid. Samme år tog han bygningskonstruktøreksamen fra Odense Tekniske Skole og blev dimitteret fra Sophus Vermehrens tegneskole. Tejsen blev optaget på Kunstakademiet i april 1898 og tog afgang som arkitekt april 1905. I studietiden var han konduktør for Ludvig Fenger 1900-06 og for Martin Nyrop 1908-12. Han beskrev selv Fenger og Nyrop samt Ferdinand Meldahl og Hans J. Holm som sine læremestre og forbilleder. Han drev selvstændig virksomhed fra 1912 og modtog Akademiets lille guldmedalje 1914 (for projektet Et Landarsenal).
1915 modtog han Akademiets rejsestipendium. Da havde han allerede været i udlandet og senere blev det til flere rejser, bl.a. til England, Frankrig, Tyskland og Italien. Han modtog guldmedalje på udstillingen i Gent 1921.
Sin væsentlige stilistiske impuls modtog Strøm Tejsen fra Martin Nyrop, og sit udgangspunkt i historicismens sidste, friere periode omkring 1900 slap han aldrig helt. Han fastholdt livet igennem en interesse for murstensarkitekturen og opdyrkede i sine huse et malerisk, pittoresk og dansk præg. Han filtrerede de vekslende stilistiske påvirkninger (den engelskinspirerede nybarokke periode, nyklassicismen, en mådeholden modernisme) gennem denne kunstneriske grundindstilling. Hans hovedværk er Clara Raphaels Hus, Østerbrogade 85 (1919-20), hvor det solide håndværk står i forgrunden og med gavle inspireret af Ulrik Plesner.
Ud over at være en flittig arkitekt påtog Strøm Tejsen sig også meget foreningsarbejde. Han var konsulent for Undervisningsministeriet 1909-30, formand for Københavns Huslejerforening fra 1917, medlem af hovedbestyrelsen for De samvirkende danske Lejerforeninger fra 1918, af bestyrelsen for Dansk Skatteborgerforening 1921-29, formand for Danmarks Naturfredningsforenings afdeling for Vedbæk og omegn fra 1924, medlem af Overnævnet for Huslejesager 1925-31, af Holmens Sogns menighedsråd og af bestyrelsen for Holmens Kirke fra 1926 samt kirkeværge fra 1932 til 1937. Han var desuden medlem af Kunstnersamfundets arkitektsektion fra 1922 og af Akademisk Arkitektforenings tillidsråd fra 1927, medlem af Holmens Provstiudvalg, medlem af Indenrigsministeriets boligkommission af 1934, bygningskonsulent og vurderingsmand for Folkebanken 1942 samt Ridder af Dannebrog.
Han er begravet på Vedbæk Kirkegård.

## Udstillinger
- Charlottenborg Forårsudstilling 1913-14, 1917-18, 1920 og 1922
- Landsudstillingen i Århus 1909
- Udstilling i Gent 1921

## Værker
(Alle i København, Frederiksberg og omegn, hvor ikke andet er nævnt)
- Jesper Brochmands Gade 15/Henrik Rungs Gade 2-6, Nørrebro (1907-08, præmieret af Københavns Kommune 1909, vinduer ændret)
- Blågårdsgade 29, Nørrebro (1908)
- Fyns Stifts Husmandsskole, Odense (1908, efter skitseudkast af Martin Nyrop, nedbrændt efter bombning 17. april 1945)
- Gundsømagle Skole, Gundsømagle (1910)
- Ribe Statsseminarium, Ribe (1911)
- Garnisonssygehuset i Holbæk (1912-14)
- Ombygning og restaurering af Puggård til Ribe Katedralskole (1913-14)
- Kirke Stillinge Skole, Kirke Stillinge (1915)
- Ombygning og udvidelse af fattiggård til alderdoms- og sygehjem, Skælskør (1916-17)
- Boligbebyggelse for AAB, Sjællandsgade 9-13/Stevnsgade 1-15/Prinsesse Charlottes Gade 14-32, Nørrebro (1917-18, vinduer ændret)
- Boligbebyggelse for AAB, Strandboulevarden 146-154/Nyborggade 20-28/Sæbygade 1, Østerbro (1918, vinduer ændret)
- Clara Raphaels Hus, kollektivhus for enlige kvinder, Østerbrogade 85, Østerbro (1919-20)
- Boligbebyggelse for AAB, Fensmarksgade 18-26/Refsnæsgade 36-44/Nøddebogade 9-17/Arresøgade 5-9, Nørrebro (1922-23, vinduer ændret)
- Elevhjem ved Tønder Statsseminarium, Tønder (1923)
- 4 boligkarreer for Københavns Kommune ved Enghavevej/Ny Carlsberg Vej, Vesterbro (1923, sammen med Emanuel Monberg)
- Borgernes Hus, Frederiksborggade 8/Rosenborggade 1 (1925-26, hjørnet mod Frederiksborggade ødelagt ved schalburgtage 22. juni 1945 og nyopført 1948-49 af Emil Christiansen)
- Boligbebyggelse for AAB, Strandboulevarden 132-144/Nyborggade 30-42/Sæbygade 2-4/Svendborggade 17, Østerbro (1926, vinduer ændret)
- Boligejendom, Nyvej 16, Frederiksberg (1927-28)
- Boligbebyggelsen Solbjerg, Sandbygårdsvej 1-19/Annebergvej 28/Bellahøjvej 108-124/Næsbyholmsvej 1-7, Brønshøj (1927-28, vinduer ændret)
- Boligbebyggelsen Anneberghus, Torbenfeldtvej 1-l9/Annebergvej 10- 16/Sandbygårdsvej 2-20/Næsbyholmsvej 9-13 (1929, vinduer ændret)
- Boligbebyggelserne Torbenfeldthus og Sandbygaard, Torbenfeldtvej 21-31/Aggersvoldvej 2-14/Sandbygårdsvej 31-35, 22-34/Annebergvej 1-13/Bellahøjvej 126-142 (1930, vinduer ændret)
- Boligbebyggelse for Københavns Kommune, Enghavevej 56-64/Dannevirkegade 1-13/Ny Carlsberg Vej 27-29/Alsgade 2-4, Vesterbro (1931)
- Boligbebyggelsen Aggersvoldhus, Torbenfeldtvej 33-39/Brønshøjvej 63-87/Bellahøjvej 144-152/Aggersvoldvej 1-13 (1933, sammen med sønnen Mogens Strøm Tejsen, vinduer ændret)
- Boligbebyggelse, Rothesgade 17-21/Randersgade 23, Østerbro (1934-36, vinduer ændret, s.m. Mogens Strøm Tejsen)
- Boligbebyggelse, Randersgade 6-8 (1935, s.m. Mogens Strøm Tejsen)
- Boligbebyggelse, Strandvejen 65-69, Østerbro (1939, s.m. Mogens Strøm Tejsen)

Villaer:
- Alexandervej 2, Charlottenlund (1912, sammen med A. Kuld, præmieret af Gentofte Kommune)
- Strandvejen 442, Vedbæk (1912)
- Fredensvej 9-11, Charlottenlund (1912)
- Drosselvej 60, Frederiksberg (1913)
- Ingeborgvej 1, Charlottenlund (1913, præmieret af Gentofte Kommune)
- Slotsvej 14, Charlottenlund (1917, præmieret)
- Ryvangs Allé 66, Hellerup (1918)
- Fortunvej 22, Jægersborg (1919)
- Stægers Allé 7, Frederiksberg (1921)
- Grøndalsvænge Allé 1, Bellahøj (1922)
- Rækkehus, Strandvejen 142 B, Hellerup (1924, vinduer ændret)
- Rygårds Allé 28, Hellerup (1924)
- Gersonsvej 40, Hellerup (1924)
- Tilbygning til Ryvangs Allé 6 (1924, opført af Anton Rosen)
- Strandøre 7, eget hus, og 9, Østerbro (1928)
- Strandøre 13 og 15 (1929)

### Konkurrencer
- Thomas Johnson og Hustrus Stiftelse, Fredericia (1907, præmieret)
- Statshusmandshuse (1908, præmieret)
- Politikens' sommerhuskonkurrence (1912)
- Kommuneskole på Irlandsvej (1926, 1. præmie)